# Jû-Belloc
Jû-Belloc (okzitanisch: Ju e Bethlòc) ist eine französische Gemeinde mit 283 Einwohnern (Stand: 1. Januar 2022) im Département Gers in der Region Okzitanien. Sie gehört zum Arrondissement Mirande und zum Gemeindeverband  Bastides et Vallons du Gers. Die Einwohner nennen sich Jû-Bellocois.

## Geografie
Jû-Belloc liegt an der Grenze zum Département Hautes-Pyrénées am Fluss Adour und dessen Seitenkanal Canal d’Alaric in der breiter Talniederung, etwa 28 Kilometer südöstlich von Aire-sur-l’Adour und 50 Kilometer nordöstlich von Pau. Die Gemeinde besteht aus den Dörfern Baulat im Norden, Jû in der Mitte und Belloc im Süden. Das Gelände im Gemeindegebiet ist Tisch-eben auf etwa 150 Metern über dem Meer. Nur die teilweise mit Weinreben bestandenen Hügel im Osten der Gemeinde erreichen Höhen bis zu 202 m über dem Meer. Umgeben wird Jû-Belloc von den Nachbargemeinden Préchac-sur-Adour und Galiax im Norden, Plaisance im Nordosten, Saint-Aunix-Lengros im Osten, Tieste-Uragnoux im Süden, Hères im Südwesten sowie Castelnau-Rivière-Basse im Westen.

## Geschichte
Die Gemeinde Jû-Belloc entstand 1822 aus der Fusion der bis dato eigenständigen Gemeinden Jû (okzitanisch: Jus), Belloc (okzitanisch: Bet Loc) und Beaulat (heute Baulat).

### Bevölkerungsentwicklung
| Jahr      | 1962 | 1968 | 1975 | 1982 | 1990 | 1999 | 2006 | 2014 | 2021 |
| --------- | ---- | ---- | ---- | ---- | ---- | ---- | ---- | ---- | ---- |
| Einwohner | 335  | 336  | 300  | 303  | 263  | 305  | 322  | 305  | 287  |

Im Jahr 1841 wurde mit 635 Bewohnern die bisher höchste Einwohnerzahl ermittelt. Die Zahlen basieren auf den Daten von cassini.ehess und INSEE.

## Sehenswürdigkeiten
- Kirche Saint-Nicolas in Belloc

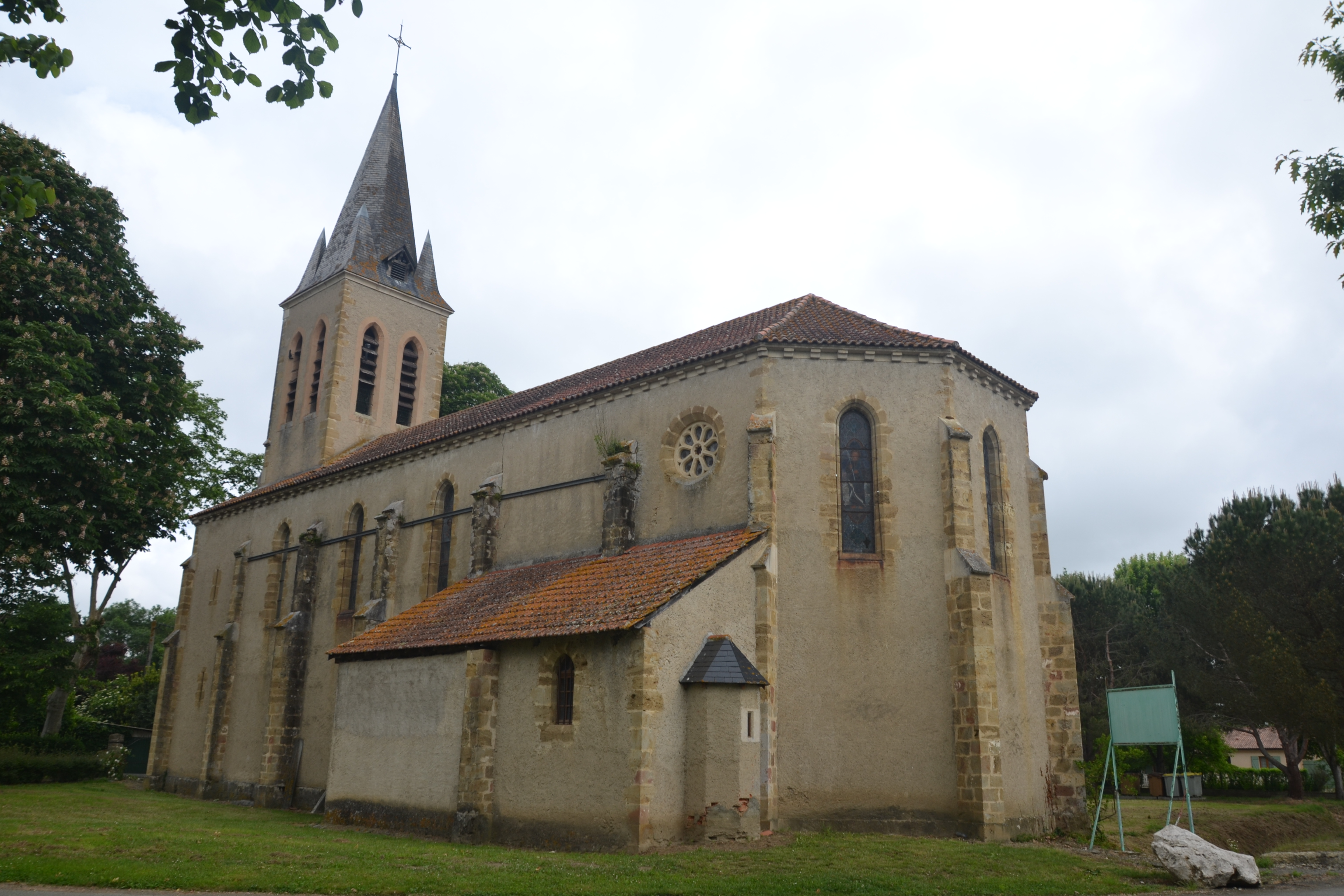
Kirche Sainte-Madeleine in Jû
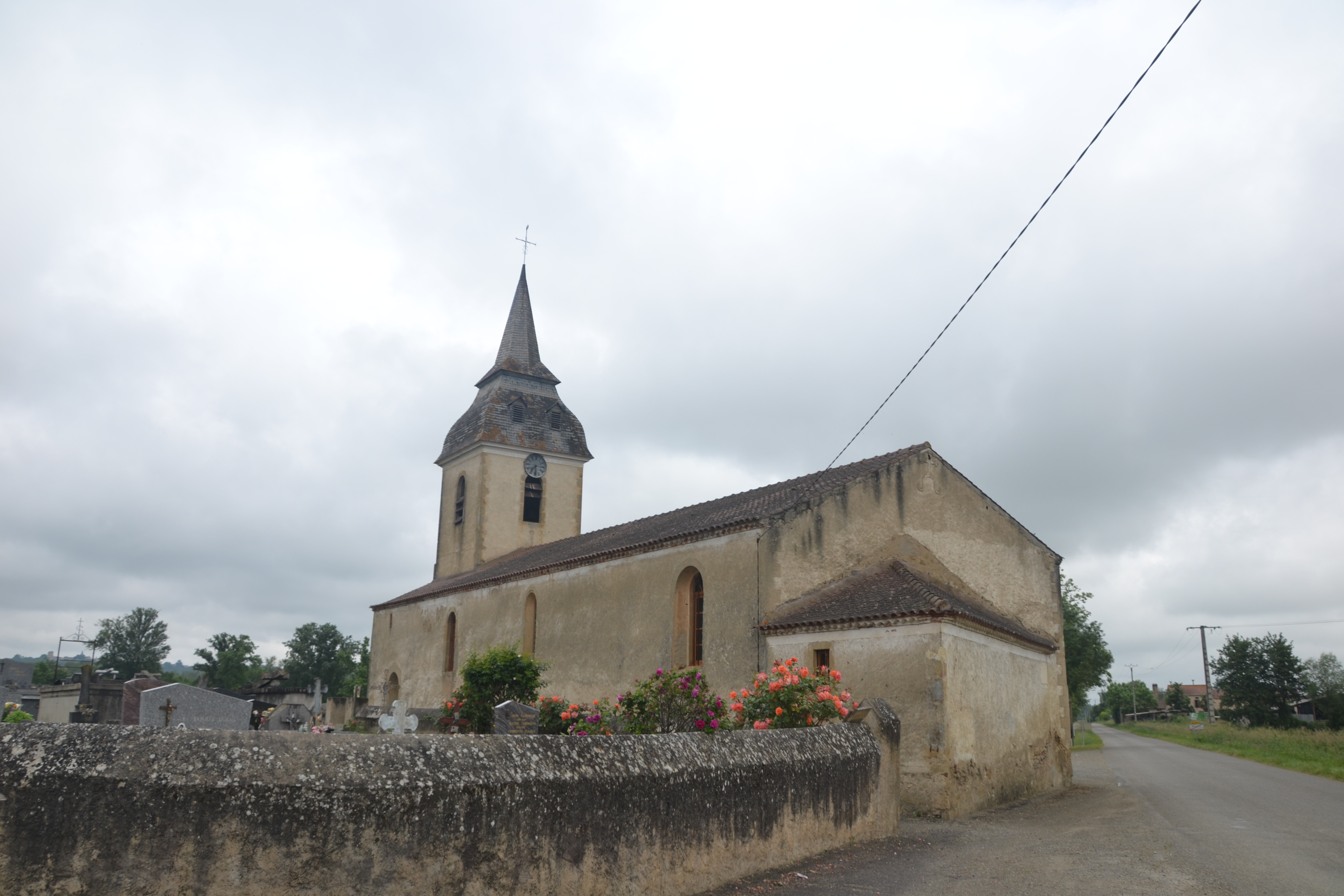
Kirche Saint-Nicolas in Belloc
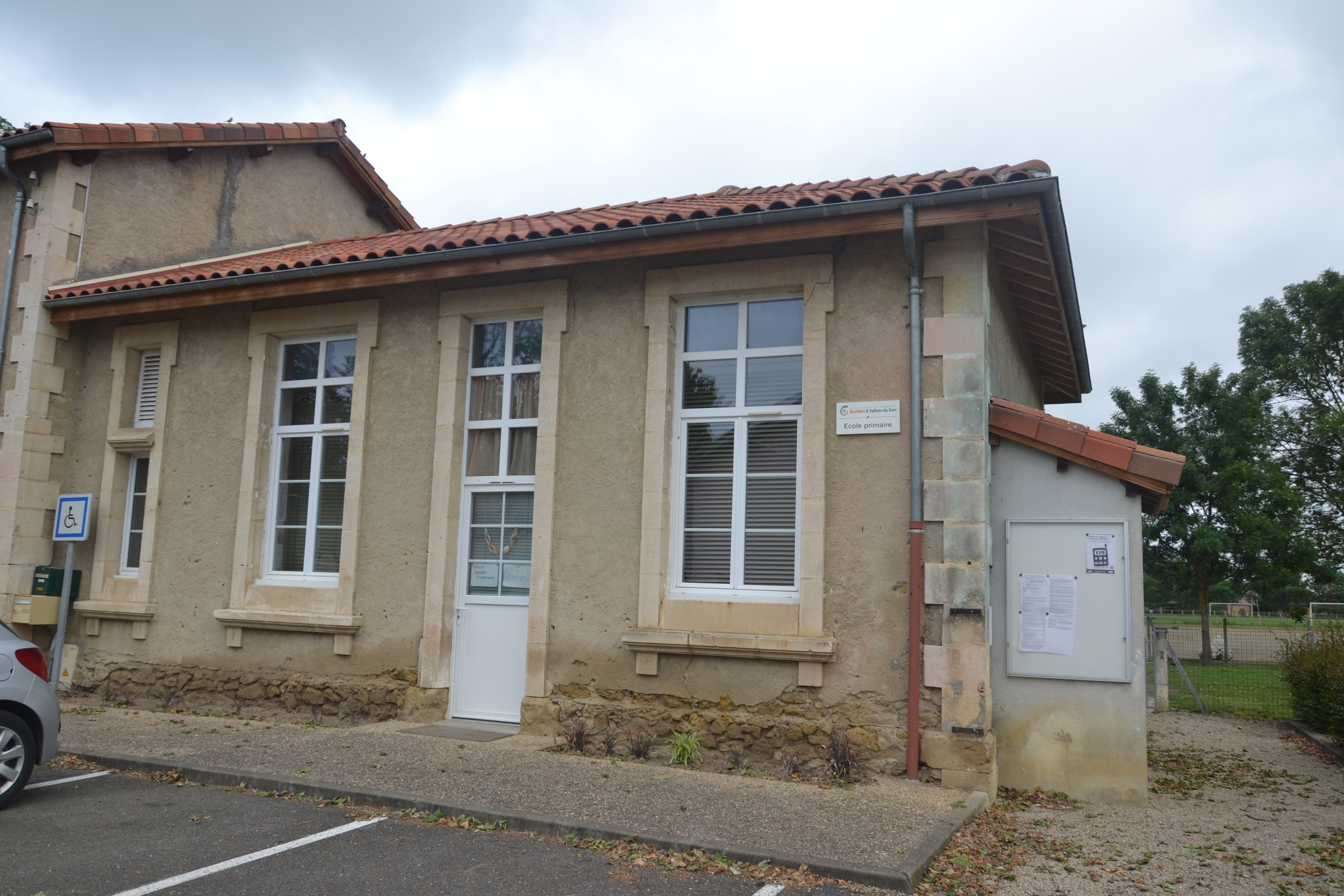
Grundschule
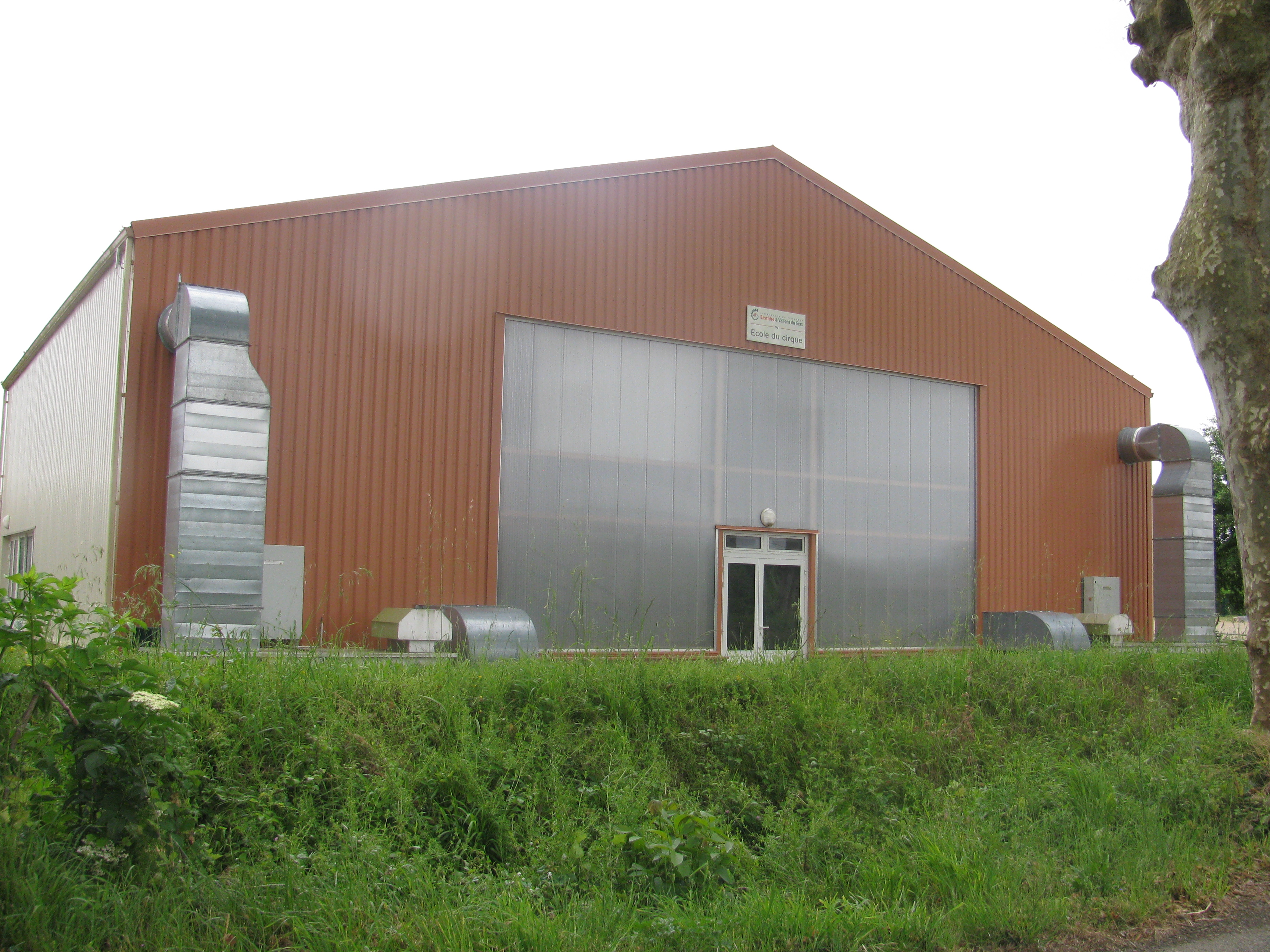
Zirkusschule
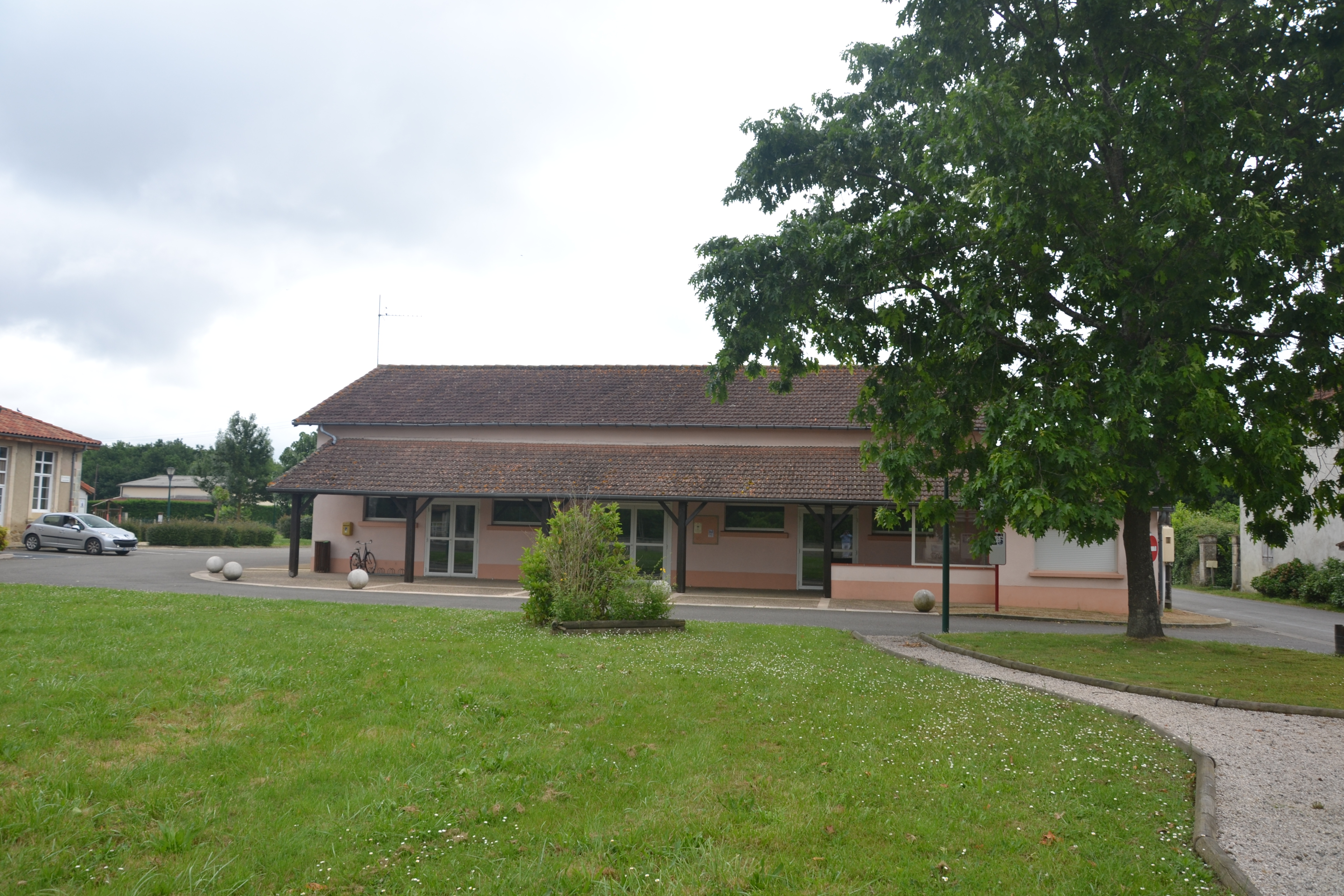
Gemeindefestsaal in Jû
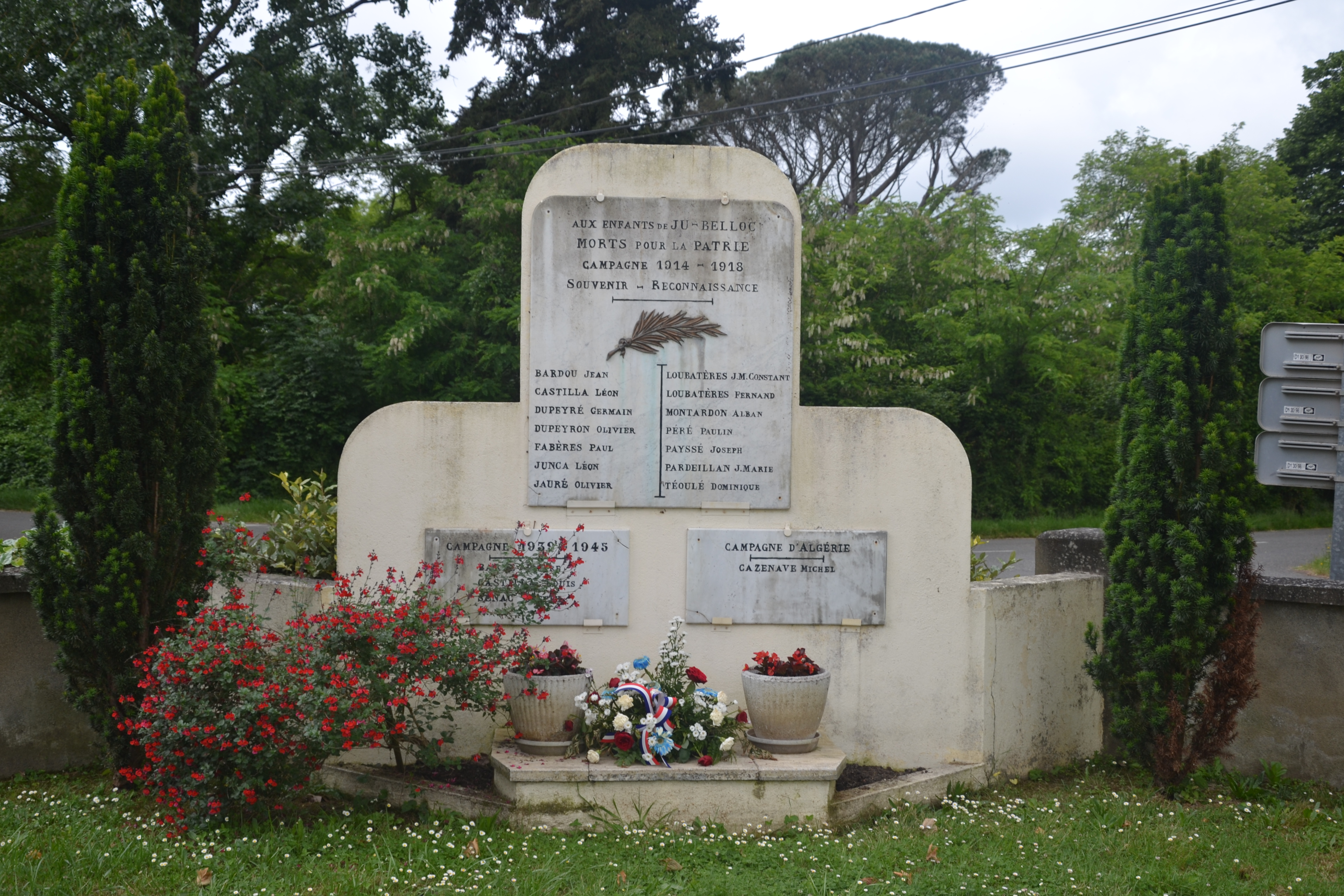
Kriegerdenkmal in Jû

- drei Lavoirs

- Kirche Sainte-Madeleine in Jû
- Kirche Saint-Nicolas in Belloc
- Grundschule
- Zirkusschule
- Gemeindefestsaal in Jû
- Kriegerdenkmal in Jû

## Wirtschaft und Infrastruktur
In der landwirtschaftlich geprägten Gemeinde Jû-Belloc werden Weine produziert, die für die Verwendung des Prädikates Côtes de Saint-Mont zugelassen sind.
Jû-Belloc liegt an der Fernstraße D173, die dem rechten Adourufer folgend von Izotges nach Maubourguet führt. Im 30 Kilometer entfernten Garlin besteht ein Anschluss an die Autoroute A65.

## Belege
1. ↑  Jû-Belloc auf ccbvg.fr (französisch)
2. ↑  Jû-Belloc auf cassini.ehess
3. ↑  Jû-Belloc auf INSEE